# Insulite
A insulite é uma inflamação das ilhotas de Langerhans do pâncreas. As células pancreáticas β tornam-se infiltradas por células mononucleares, levando à inflamação. Esta infiltração de linfócitos pode resultar na destruição das células betas produtoras de insulina das ilhotas e no diabetes clínico. A insulite pode ser estudada no modelo de rato NOD da diabetes do tipo 1.